# Laurianne Delabarre
Laurianne Delabarre (ur. 24 kwietnia 1987 w Guingamp we Francji) – francuska siatkarka, grająca jako rozgrywająca. Obecnie występuje w drużynie RC Cannes.

## Kluby
| Klub                                   | Kraj    | Od        | Do        |
| Evreux VB                              | Francja | 2004–2005 | 2005–2006 |
| Union Stade français-Saint-Cloud Paryż | Francja | 2006–2007 | 2007–2008 |
| La Rochette Volley                     | Francja | 2008–2009 | 2008–2009 |
| Hainaut Volley                         | Francja | 2009–2010 | 2009–2010 |
| RC Cannes                              | Francja | 2010–2011 | ....      |

## Sukcesy

### Mistrzostwa Francji
- (2011, 2012)

### Puchar Francji
- (2011, 2012)

### Liga Mistrzyń
- (2012)